# Синявське
Синявське (рос. Синявское) — село, центр Синявського сільського поселення Неклинівського району Ростовської області, Росії.
Село розташовано при впадінні Донського Чулека у Мертвий Донець.

## Населення
Населення села на 2010 рік становить 3824 осіб.
| Чисельність населення, осіб. | Чисельність населення, осіб. | Чисельність населення, осіб. | Чисельність населення, осіб. | Чисельність населення, осіб. | Чисельність населення, осіб. |
| 1959                         | 1970                         | 1979                         | 1989                         | 2002                         | 2010                         |
| ---------------------------- | ---------------------------- | ---------------------------- | ---------------------------- | ---------------------------- | ---------------------------- |
| −                            | −                            | −                            | −                            | 3 721                        | 3 834                        |

## Історія
Перша згадка села — 1770 рік коли у слободу Мількова заселився російський віце-адмірал Олексій Синявін.
1794 року зведено храм Усіх Святих. У 1801 році про нього та Синявське писали Клірові відомості: «заснована вона була на дерев'яних стовпах, стіни її очеретяні, обмазані глиною й покрита лубом. При церкві перебувало 108 парафіяльних дворів, в них чоловічої статі 323 та жіночої статі 307 душ малоросіян і 26 дворів 117 чоловічої статі і 98 душ жіночої статі великоросів».
На 1859 рік Синявський козацький хутір відносився до Єлісаветинського юрту налічував 63 дворових господарств; 208 осіб (100 чоловіків та 108 жінок); православна церква; поштова станція на Маріупольському тракті за 5 верст від хутора.
На 1873 рік у Синявському хуторі була Синявська залізнична станція; 286 дворових господарств; 2191 особа (1104 чоловіків та 1087 жінок).